# Powiat koniński
Powiat koniński – powiat w Polsce (województwo wielkopolskie), przywrócony w 1999 roku w ramach reformy administracyjnej. Jego siedzibą jest miasto Konin. Powiat zajmuje powierzchnię 1578,7 km² i jest czwartym co do wielkości powiatem w województwie oraz jednym z większych w kraju.
Według danych z 31 grudnia 2019 roku powiat zamieszkiwały 130 053 osoby. Natomiast według danych z 30 czerwca 2020 roku powiat zamieszkiwało 130 005 osób.

## Podział administracyjny
- gminy miejsko-wiejskie: Golina, Kleczew, Rychwał, Sompolno, Ślesin;
- gminy wiejskie: Grodziec, Kazimierz Biskupi, Kramsk, Krzymów, Rzgów, Skulsk, Stare Miasto, Wierzbinek, Wilczyn
- miasta: Golina, Kleczew, Rychwał, Sompolno, Ślesin

Podzielone są na 297 sołectw. Społeczność lokalna zamieszkuje 488 miejscowości wiejskich i 5 miejskich.
| Podział administracyjny powiatu konińskiego |                   |                    |                 |                  |                 |                 |
| herb                                        | gmina             | miejscowość gminna | rodzaj gminy    | powierzchnia km² | liczba ludności | gęstość os./km² |
|                                             | Golina            | Golina             | miejsko-wiejska | 96               | 7202            | 75              |
|                                             | miasto Golina     | Golina             | –               | 3                | 4398            | 1249            |
|                                             | Grodziec          | Grodziec           | wiejska         | 118              | 5248            | 45              |
|                                             | Kazimierz Biskupi | Kazimierz Biskupi  | wiejska         | 108              | 11 112          | 103             |
|                                             | Kleczew           | Kleczew            | miejsko-wiejska | 103              | 5678            | 55              |
|                                             | miasto Kleczew    | Kleczew            | –               | 7                | 4232            | 632             |
|                                             | Kramsk            | Kramsk             | wiejska         | 132              | 10 422          | 79              |
|                                             | Krzymów           | Krzymów            | wiejska         | 92               | 7354            | 80              |
|                                             | Rychwał           | Rychwał            | miejsko-wiejska | 108              | 5936            | 55              |
|                                             | miasto Rychwał    | Rychwał            | –               | 10               | 2364            | 244             |
|                                             | Rzgów             | Rzgów              | wiejska         | 105              | 7002            | 67              |
|                                             | Skulsk            | Skulsk             | wiejska         | 85               | 6205            | 73              |
|                                             | Sompolno          | Sompolno           | miejsko-wiejska | 131              | 6843            | 52              |
|                                             | miasto Sompolno   | Sompolno           | –               | 6                | 3624            | 584             |
|                                             | Stare Miasto      | Stare Miasto       | wiejska         | 98               | 11 207          | 115             |
|                                             | Ślesin            | Ślesin             | miejsko-wiejska | 139              | 10 675          | 77              |
|                                             | miasto Ślesin     | Ślesin             | –               | 7                | 3200            | 446             |
|                                             | Wierzbinek        | Wierzbinek         | wiejska         | 147              | 7416            | 50              |
|                                             | Wilczyn           | Wilczyn            | wiejska         | 83               | 6347            | 76              |

## Położenie
Powiat koniński położony jest w centralnej Polsce, we wschodniej części Wielkopolski. Zajmowany teren wchodzi w skład pasa nizin w obrębie Niziny Wielkopolskiej. W centralnej części powiatu rozpościera się szeroka dolina Warty. Na północ i południe od niej, wznoszą się zróżnicowane obszary wysoczyzn, na północy dodatkowo urozmaicone przez 23 jeziora polodowcowe. Północno-wschodnia część powiatu to historyczne Kujawy, do których należą m.in. wsie Mąkoszyn, Skulsk oraz miasto Sompolno.

## Komunikacja

### Drogi krajowe
- autostrada A2 na trasie Poznań – Konin – Koło,
- droga krajowa nr 92 Świecko – Poznań – Warszawa,
- droga krajowa nr 25 Ostrów – Kalisz – Konin – Bydgoszcz,
- droga krajowa nr 72 Konin – Turek.

Autostrada A2 jest częścią międzynarodowego korytarza transportowego E30 Berlin – Warszawa – Mińsk – Moskwa.

### Drogi wojewódzkie
- droga wojewódzka nr 263 Słupca – Ślesin – Sompolno,
- droga wojewódzka nr 264 Konin – Kleczew,
- droga wojewódzka nr 266 Konin – Ciechocinek,
- droga wojewódzka nr 269 Kowal – Szczerkowo,
- droga wojewódzka nr 443 Jarocin – Rychwał – Tuliszków,
- droga wojewódzka nr 467 Pyzdry – Golina.

### Drogi powiatowe i gminne
Pozostałą część sieci dróg o nawierzchni twardej w powiecie konińskim tworzą drogi powiatowe o łącznej długości 562,9 km i drogi gminne o długości 1031,6 km Razem stanowią 88% wszystkich dróg o nawierzchni twardej na terenie powiatu. Gęstość sieci dróg powiatowych o nawierzchni twardej wynosi 35,7/100 km², natomiast dróg gminnych 65,4/100 km². Sieć dróg powiatowych i gminnych uzupełniają drogi o nawierzchni nieutwardzonej, których jest ponad 650 km.

## Demografia
- Piramida wieku mieszkańców powiatu konińskiego w 2014 roku[6].

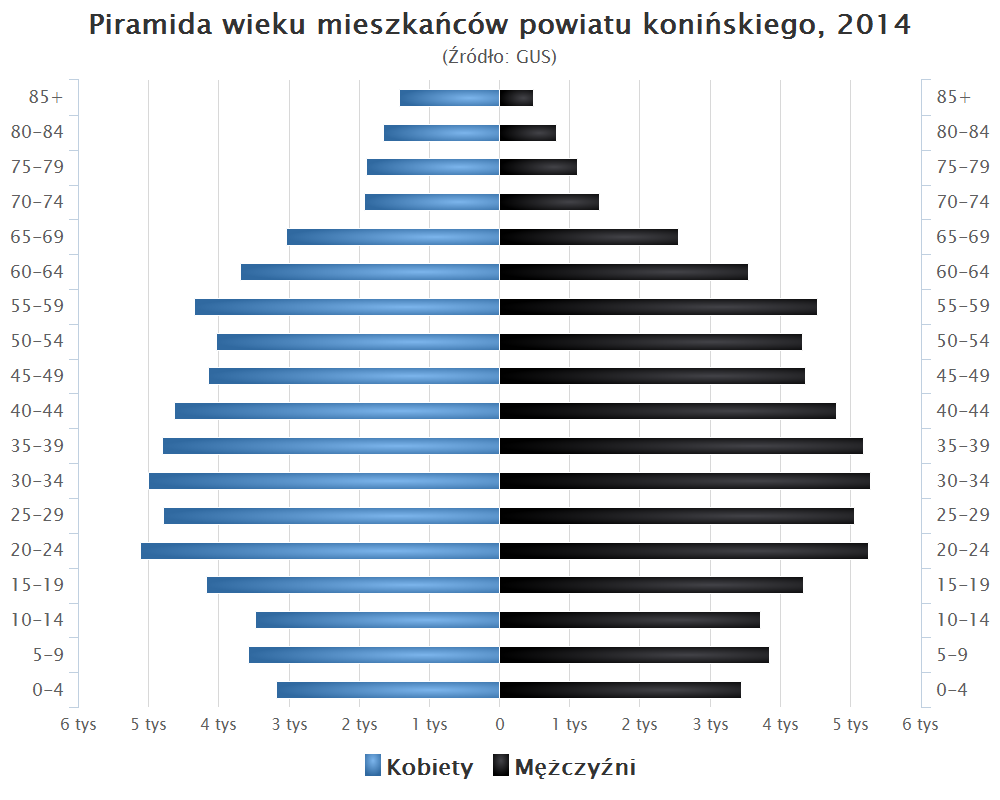

## Gospodarka
W końcu września 2019 liczba zarejestrowanych bezrobotnych w powiecie konińskim obejmowała ok. 3,5 tys. mieszkańców, co stanowi stopę bezrobocia na poziomie 7,% do aktywnych zawodowo.

## Edukacja
Samorząd powiatowy jest organem prowadzącym dla trzech szkół ponadgimnazjalnych:
- Zespołu Szkół Ponadgimnazjalnych w Kleczewie,
- Zespołu Szkół Ponadgimnazjalnych w Sompolnie,
- Zespołu Szkół Ekonomiczno-Usługowych im. Fryderyka Chopina w Żychlinie.

## Placówki kultury
- Dom Kultury w Golinie,
- Miejsko-Gminne Centrum Kultury w Kleczewie,
- Miejsko-Gminny Ośrodek Kultury w Sompolnie,
- Miejsko-Gminny Ośrodek Kultury w Ślesinie,
- Gminny Ośrodek Kultury w Kazimierzu Biskupim,
- Gminny Ośrodek Kultury w Kramsku,
- Gminny Ośrodek Kultury w Brzeźnie,
- Gminny Ośrodek Kultury w Skulsku,
- Gminny Ośrodek Kultury w Wilczynie,
- Gminny Ośrodek Kultury w Wierzbinku[8]

## Komenda i komisariaty policji
- Komenda Miejska Policji w Koninie,
- Komisariat Policji w Golinie,
- Komisariat Policji w Starym Mieście,
- Komisariat Policji w Kleczewie,
- Komisariat Policji w Rychwale,
- Komisariat Policji w Sompolnie,
- Komisariat Policji w Ślesinie[9]

## Obszary chronione
- rezerwaty 6 rezerwatów przyrody(łącznie zajmują powierzchnię 3599,17 ha):
  - Rezerwat Mielno (93,65 ha),
  - Rezerwat Bieniszew (144,40 ha),
  - Rezerwat Sokółki (240,00 ha),
  - Rezerwat Pustelnik (100,25 ha),
  - Rezerwat Złota Góra (123,87 ha),
  - część rezerwatu Nadgoplański Park Tysiąclecia (2897 ha).
- 3 parki krajobrazowe (łączna powierzchnia na terenie powiatu 8674 ha):
  - Nadgoplański Park Tysiąclecia (3074 ha)
  - część Powidzkiego Parku Krajobrazowego (3550 ha),
  - część Nadwarciańskiego Parku Krajobrazowego (2050 ha).

Rezerwaty przyrody oraz parki krajobrazowe wchodzą w skład obszarów chronionego krajobrazu:
- 4 obszary chronionego krajobrazu (na terenie powiatu obejmują powierzchnię 49 490 ha):
  - Obszar Powidzko-Bieniszewski,
  - Obszar Goplańsko-Kujawski,
  - Obszar Złotogórski,
  - Obszar Pyzderski.

## Ciekawe miejsca
- Klasztor oo. Kamedułów w Bieniszewie,
- Sanktuarium Matki Bożej Bolesnej Królowej Polski w Licheniu Starym
- Sanktuarium Matki Bożej Bolesnej w Skulsku,
- Sanktuarium Matki Bożej Pocieszenia w Kawnicach,
- Parafia Ewangelicko-Reformowana w Żychlinie,
- Pałac Bronikowskich w Żychlinie,
- Ośrodek Edukacji Leśnej w Grodźcu,
- Skansen Archeologiczny w Mrówkach,
- Łuk Triumfalny w Ślesinie,
- Izba Pamięci Zofii Urbanowskiej w Kowalewku,
- Aeroklub Koniński w Kazimierzu Biskupim.

## Turystyka
- Szlaki rowerowe,
- Szlaki piesze,
- Szlak wodny,
- Szlak konny,
- Szlaki kulturowe,
- Wędkarstwo,
- Baza noclegowa,
- Baza gastronomiczna,
- Agroturystyka.

## Sąsiednie powiaty
- Konin (miasto na prawach powiatu)
- kolski
- turecki
- kaliski
- pleszewski
- słupecki
- mogileński (kujawsko-pomorskie)
- radziejowski (kujawsko-pomorskie)
- inowrocławski (kujawsko-pomorskie)